# Batalha de Vella Lavella

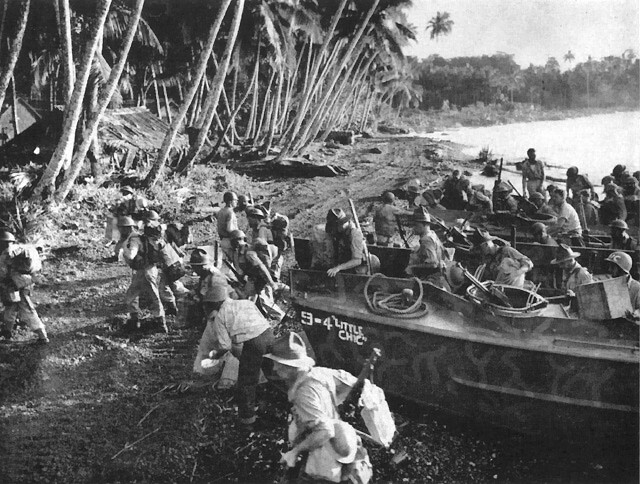
Soldados da Nova Zelândia desembarcando em Vella Lavella.

A batalha de Vella Lavella teve lugar de 15 de Agosto a 9 de Outubro de 1943 entre o Japão e as forças aliadas da Nova Zelândia e Estados Unidos. Vella Lavella é uma ilha localizada nas Ilhas Salomão que foi ocupada pelos japoneses. Os aliados mais tarde recuperaram com sucesso a ilha.